# Liste der Monuments historiques in Darney-aux-Chênes
Die Liste der Monuments historiques in Darney-aux-Chênes führt die Monuments historiques in der französischen Gemeinde Darney-aux-Chênes auf.

## Liste der Objekte
| Bezeichnung | Beschreibung          | Standort                     | Kennzeichnung | Schutzstatus | Datum | Bild |
| ----------- | --------------------- | ---------------------------- | ------------- | ------------ | ----- | ---- |
| Glocke      | Bronze, 1713 gegossen | in der Kirche St-Èvre (Lage) | PM88000223    | Classé       | 1908  |      |